# Статуя Діви Марії (Кадубівці)
Божа Матір Кадубовецька (лат. María ex Kadubivtsi) — статуя Діви Марії, датується серединою XIX ст. Головна духовна святиня Кадубівців

## Історія

### XIX ст.
За легендою, жив у селі заможний пан та мав у власності багато кріпаків. Панська сімʼя ставилася до них зневажливо, кріпаків били та принижували. Особливо лютою була жінка пана, вона завжди проклинала людей: "Щоб тебе гадина (або гадь) вкусила!" 
Невідомо чи це Бог її покарав, чи місцевим урвався терпець; у панському маєтку різко розплодилось дуже багато змій. Одна з цих змій вкусила пані і вона померла. Пан дуже злякався та змінив ставлення до кріпаків. А щоб уникнути тієї самої долі вирішив: замовити статую Божої Матері, поставити в дворі та освятити.

### Початок XX ст.
Вже в роки Першої світової війни, в 1916 п'єдестал статуї збили з гармати. Місцевий пан Давидович наказав привезти статую до себе додому, щоб зберегти її від руйнування та викрадення. Бо в той час війська загрібали та вивозили всі культурні цінності в тил. Вже після війни пан сім разів запрошував священника щоб той читав Біблію та освячував статую. Згодом її повернули на попереднє місце, там де було закопано кадубовецьку панщину, при вʼїзді в село.

### Радянський період
Вже за СРСР, в часи Хрущовської антирелігійної кампанії, статую знову довелось ховати від спецслужб. Кадубівчани придумали спосіб, який обходив систему: статую перенесли на старий цвинтар, таким чином вона втратила статус місця паломництва і вже не підлягала знищенню. Місцеві доглядали за статуєю аж до 1992 року.

### Період незалежності України
В 1992 зусиллями Ільчука І. В., Семенюка В. С. та жителів села, статую знову перенесли на її попереднє місце та освятили. На диво, в рази зменшилась кількість аварій на трасі. Зараз статуя стоїть та зустрічає всіх приїзжих, а також проводжає тих, хто відʼїзжає. Для Кадубівців — це важлива святиня, яка оберігає кадубівчан та їхню рідну землю від біди та лиха.

## Опис
Статуя має традиційний народний релігійний стиль, поширений в українських селах. Вона розміщена в капличці з дерев’яною рамою, оздобленою декоративними елементами. Верхня частина каплички має гостроверхий дах, типовий для народної релігійної архітектури. Основа зроблена з кам’яної конструкції, що забезпечує стійкість, на ній також є зображення пʼяти. Фігура Матері Божої вкрита вишитим покривалом — це традиційний елемент, що символізує пошану та сакральний статус.